# Risa Niigaki
Risa Niigaki (新垣 里沙, Niigaki Risa, nasceu em 20 de Outubro de 1988 em Yokohama, Kanagawa, Japão) é a Sub-lider do grupo Morning Musume. Risa entrou para o grupo em 2001 com Ai Takahashi, Asami Konno e Makoto Ogawa.

## Biografia
Antes de se tornar membro grupo Morning Musume, Niigaki Risa, concorreu na audição "Kiss Girl Audition" para se tormar a imagem da companhia Takara Tomy. Apesar de não ter ganho, apareceu com a vencedora Ai Hasegawa num comercial da Tomy.
Em 2001, Niigaki entrou para as Morning Musume, como membro da Quinta Géração com Ai Takahashi, Asami Konno, e Makoto Ogawa. O produtor das Morning Musume, Tsunku, disse que escolheu Niigaki por que ela "brilhou no estudio na gravação final" na canção que todos os finalista tiveram que cantar. O primeiro single em que marcou presença foi "Mr. Moonlight ~Ai no Big Band~".
No Verão de 2002, juntou-se à Shuffle Happy 7 e em Setembro juntou-se ao Sub-grupo Tanpopo. O sub-grupo realizou um single mas, pouco depois, ficou inativo.
Niigaki, juntamento com outros membros das Morning Musume entraram no filme Angle Hearts.
Em 2003, foi colocada no sub-grupo que dividiu as Morning Musume em dois grupos, para que, deste modo, pudessem atuar em espaços mais pequenos, foi então que Niigaki se juntou a Sakuragumi, que realizou dois singles antes de ficar inactivo.
No início de 2007, Niigaki foi escolhida para integrar o grupo Morning Musume Tanjō 10nen Kinentai com outros membros, tais como Kaori Iida, Natsumi Abe, Maki Goto eKoharu Kusumi. Este grupo foi criado para celebrar o 10º aniversário do grupo Morning Musume o seu primeiro single intitulado "Bokura ga Ikiru My Asia"
A 1 de Jungo de 2007, devido há resignação de Miki Fujimoto do grupo, que Niigaki foi promotivida a Sub-lider.
Devido à gravidez de Nozomi Tsuji, Niigaki ficou com o papel de Athena no anime Robby & Kerobby. Em Outubro de 2007, foi criado o grupo Athena & Robikerottsu no qual faziam parte, para além de Niigaki, Aika Mitsui, Saki Nakajima e Chisato Okai of (C-ute).
Foi anunciado em Julho de 2008, que Niigaki e Ai Takahashi iriam representar o duo de J-pop dos anos 70 Pink Lady no Drama Hitmaker Aku Yū Monogatari.
De 6 a 25 de Agosto, os membros das Morning Musume, juntamente com membros do Takarazuka Revue representaram o musical Cinderella, e Niigaki era o príncipe.
Em 2009, Niigaki juntou-se ao sub-grupo ZYX-α, juntamente com Kusumi Koharu, Maasa Sudou, Momoko Tsugunaga,  Chinami Tokunaga (Berryz Koubo), Erika Umeda  (C-ute), Saki Ogawa, e Ayaka Wada  (S/mileage)
Em 2011 se tornará líder do Morning Musume após a graduação de Takahashi Ai que já foi anunciada.

## Trabalhos

### Photobooks
- 5 (Ai Takahashi, Asami Konno, Makoto Ogawa, Risa Niigaki) amazon.co.jp (2002)
- Niigaki Risa (新垣里沙) amazon.co.jp (2004)
- Amanatsu (あま夏) amazon.co.jp (2006)
- Isshun (一瞬) amazon.co.jp (2007)
- Happy girl amazon.co.jp (2008)
- Alo Hello! Niigaki Risa Photobook -MAHALO- (アロハロ！新垣里沙写真集-MAHALO-) amazon.co.jp (2010)

### DVDs
- [2007.06.13] アロハロ!新垣里沙 DVD (Alo Hello! Niigaki Risa DVD)
- [2009.01.21] アロハロ!2 新垣里沙DVD (Alo Hello! 2 Niigaki Risa DVD

### Filmes
- 2002 – Tokkaekko (とっかえっ娘。)
- 2003 – Koinu Dan no Monogatari (子犬ダンの物語)

### Dramas
- [2002] おれがあいつであいつがおれで (Ore ga Aitsu de Aitsu ga Ore de)
- [2002] はいからさんが通る (Haikara-san ga Tooru)
- [2002] エンジェールハーツ (Angel Hearts)
- [2008] ヒットメーカー　阿久悠物語 (Hitmaker Aku Yu Monogatari)

### Musicais
- [2006] リッボンの騎士ザ・ミュージカル (Ribbon no Kishi: The Musical)
- [2008] シンデレラ the ミュージカル (Cinderella the Musical)

### Programas de Televisão
- Hello! Morning (ハロー！モーニング。)
- Tin Tin Town! (ティンティンTown!)
- Sore Yuke! Gorokkies (それゆけ!ゴロッキーズ)
- Futarigoto (二人ゴト)
- Majokko Rika-chan no Magical v-u-den (魔女っ娘。梨華ちゃんのマジカル美勇伝)
- Musume Dokyu! (娘Dokyu!)
- Haromoni@ (ハロモニ@)
- Yorosen!
- Bijo Houdan
- Bijo Gaku

### Rádio
- [2002] おれがあいつであいつがおれで (Ore ga Aitsu de Aitsu ga Ore de)
- [2002] はいからさんが通る (Haikara-san ga Tooru)
- [2002] エンジェールハーツ (Angel Hearts)
- [2008] ヒットメーカー　阿久悠物語 (Hitmaker Aku Yu Monogatari)
- [2009] Five Stars

## References
1. ↑  Morning Musume 5th generation audition on muSix! (TV Tokyo), broadcasted in 2001.
2. ↑  «Tanpopo discography» (em japonês). Hello! Project.com. Consultado em 17 de fevereiro de 2007
3. ↑  «Morning Musume Sakuragumi discography» (em japonês). Hello! Project.com. Consultado em 23 de janeiro de 2007
4. ↑  «モー娘藤本美貴、熱愛発覚でグループ脱退» (em japonês). Nikkan Sports News. 1 de junho de 2007. Consultado em 21 de março de 2010. Arquivado do original em 3 de junho de 2007
5. ↑  «Yahoo! Japan News» (em japonês). 1 de junho de 2007[ligação inativa]
6. ↑  «Ai Takahashi & Risa Niigaki are Pink Lady» (em japonês). Nikkan Sports News. 1 de julho de 2008. Consultado em 26 de agosto de 2008
7. ↑  «高橋愛＆新垣里沙でペッパー警部よ…日テレ系「阿久悠物語」でピンク・レディー役» (em japonês). The Hochi Shimbun. 1 de julho de 2008. Consultado em 26 de agosto de 2008. Arquivado do original em 22 de agosto de 2008